# Megachile albohirta
Megachile albohirta är en biart som först beskrevs av Gaspard Auguste Brullé 1839.  Megachile albohirta ingår i släktet tapetserarbin, och familjen buksamlarbin. Inga underarter finns listade i Catalogue of Life.